# Deutonura
Deutonura är ett släkte av urinsekter. Deutonura ingår i familjen Neanuridae.
Släktet innehåller bara arten Deutonura stachi.